# Mesnil-Roc'h
Mesnil-Roc'h é uma comuna francesa na região administrativa da Bretanha, no departamento de Ille-et-Vilaine. Estende-se por uma área de 41.16 km². Em 2010 a comuna tinha 4 399 habitantes (densidade: 106,9 hab./km²).
Foi criada em 1 de janeiro de 2019, após a fusão das antigas comunas de Saint-Pierre-de-Plesguen (sede), Lanhélin e Tressé.